# Robert Gonçalves Santos
Robert Gonçalves Santos (São Gonçalo, 28 september 1996) is een Braziliaans voetballer die bij voorkeur als offensieve middenvelder speelt. Hij speelt bij Fluminense.

## Clubcarrière
Robert werd geboren in São Gonçalo en is afkomstig uit de jeugd van Fluminense. Op 8 december 2013 debuteerde hij in de Braziliaanse Série A tegen EC Bahia. Op 4 oktober 2015 maakte de offensief ingestelde middenvelder zijn eerste competitiedoelpunt tegen Santos. In december 2015 werd bekend dat Robert voor een halfjaar werd verhuurd aan FC Barcelona B. Verder dan een invalbeurt in de Copa de Catalunya kwam de middenvelder niet.

## Interlandcarrière
Robert speelde in 2013 acht interlands in Brazilië Onder–17.